# Pablo Cifuentes
Pablo Cifuentes (n. San Lorenzo, Esmeraldas, Ecuador; 17 de abril de 1988) es un futbolista ecuatoriano. Juega de defensa y su equipo actual es Cumbayá Fútbol Club de la Serie A de Ecuador.

## Estadísticas

### Clubes
Actualizado al último partido disputado el 2 de diciembre de 2023.
| Club                         | Div.          | Temporada     | Liga  | Liga  | Copas nacionales | Copas nacionales | Copas internacionales | Copas internacionales | Total | Total |
| Club                         | Div.          | Temporada     | Part. | Goles | Part.            | Goles            | Part.                 | Goles                 | Part. | Goles |
| ---------------------------- | ------------- | ------------- | ----- | ----- | ---------------- | ---------------- | --------------------- | --------------------- | ----- | ----- |
| Alianza del Pailón · Ecuador | 3.ª           | 2005          | 11    | 0     | Inexistentes     | Inexistentes     | Inexistentes          | Inexistentes          | 11    | 0     |
| Alianza del Pailón · Ecuador | 3.ª           | 2007          | 21    | 2     | Inexistentes     | Inexistentes     | Inexistentes          | Inexistentes          | 21    | 2     |
| Alianza del Pailón · Ecuador | Total club    | Total club    | 32    | 2     | 0                | 0                | 0                     | 0                     | 32    | 2     |
| Grecia de Chone · Ecuador    | 2.ª           | 2008          | 20    | 0     | Inexistentes     | Inexistentes     | Inexistentes          | Inexistentes          | 20    | 0     |
| Grecia de Chone · Ecuador    | 2.ª           | 2009          | 31    | 1     | Inexistentes     | Inexistentes     | Inexistentes          | Inexistentes          | 31    | 1     |
| Grecia de Chone · Ecuador    | 2.ª           | 2010          | 39    | 1     | Inexistentes     | Inexistentes     | Inexistentes          | Inexistentes          | 39    | 1     |
| Grecia de Chone · Ecuador    | Total club    | Total club    | 90    | 2     | 0                | 0                | 0                     | 0                     | 90    | 2     |
| Liga de Loja · Ecuador       | 1.ª           | 2011          | 2     | 0     | Inexistentes     | Inexistentes     | Inexistentes          | Inexistentes          | 2     | 0     |
| Liga de Loja · Ecuador       | Total club    | Total club    | 2     | 0     | 0                | 0                | 0                     | 0                     | 2     | 0     |
| Rocafuerte F. C. · Ecuador   | 2.ª           | 2012          | 28    | 2     | Inexistentes     | Inexistentes     | Inexistentes          | Inexistentes          | 28    | 2     |
| Rocafuerte F. C. · Ecuador   | Total club    | Total club    | 28    | 2     | 0                | 0                | 0                     | 0                     | 28    | 2     |
| River Ecuador · Ecuador      | 2.ª           | 2013          | 5     | 0     | Inexistentes     | Inexistentes     | Inexistentes          | Inexistentes          | 5     | 0     |
| River Ecuador · Ecuador      | Total club    | Total club    | 5     | 0     | 0                | 0                | 0                     | 0                     | 5     | 0     |
| Delfín S. C. · Ecuador       | 2.ª           | 2014          | 42    | 1     | Inexistentes     | Inexistentes     | Inexistentes          | Inexistentes          | 42    | 1     |
| Delfín S. C. · Ecuador       | 2.ª           | 2015          | 8     | 0     | Inexistentes     | Inexistentes     | Inexistentes          | Inexistentes          | 8     | 0     |
| Delfín S. C. · Ecuador       | Total club    | Total club    | 50    | 1     | 0                | 0                | 0                     | 0                     | 50    | 1     |
| Fuerza Amarilla · Ecuador    | 1.ª           | 2016          | 21    | 2     | Inexistentes     | Inexistentes     | Inexistentes          | Inexistentes          | 21    | 2     |
| Fuerza Amarilla · Ecuador    | 1.ª           | 2017          | 21    | 0     | Inexistentes     | Inexistentes     | 2                     | 0                     | 23    | 0     |
| Fuerza Amarilla · Ecuador    | 2.ª           | 2018          | 39    | 2     | Inexistentes     | Inexistentes     | Inexistentes          | Inexistentes          | 39    | 2     |
| Fuerza Amarilla · Ecuador    | Total club    | Total club    | 81    | 4     | 0                | 0                | 2                     | 0                     | 83    | 4     |
| El Nacional · Ecuador        | 1.ª           | 2019          | 28    | 0     | 5                | 0                | Inexistentes          | Inexistentes          | 33    | 0     |
| El Nacional · Ecuador        | 1.ª           | 2020          | 22    | 1     | —                | —                | 1                     | 0                     | 23    | 1     |
| El Nacional · Ecuador        | Total club    | Total club    | 50    | 1     | 5                | 0                | 1                     | 0                     | 56    | 1     |
| Cumbayá F. C. · Ecuador      | 2.ª           | 2021          | 11    | 0     | —                | —                | —                     | —                     | 11    | 0     |
| Cumbayá F. C. · Ecuador      | 1.ª           | 2022          | 23    | 0     | 2                | 0                | —                     | —                     | 25    | 0     |
| Cumbayá F. C. · Ecuador      | 1.ª           | 2023          | 27    | 1     | 0                | 0                | —                     | —                     | 27    | 1     |
| Cumbayá F. C. · Ecuador      | Total club    | Total club    | 61    | 1     | 2                | 0                | 0                     | 0                     | 63    | 1     |
| Total carrera                | Total carrera | Total carrera | 399   | 13    | 7                | 0                | 3                     | 0                     | 409   | 13    |
| 1. 2.                        |               |               |       |       |                  |                  |                       |                       |       |       |

### Participaciones internacionales
| Torneo                 | Club            | Resultado    |
| ---------------------- | --------------- | ------------ |
| Copa Sudamericana 2017 | Fuerza Amarilla | Segunda fase |
| Copa Sudamericana 2020 | El Nacional     | Primera fase |

## Palmarés

### Campeonatos nacionales
| Título             | Club          | Año  |
| ------------------ | ------------- | ---- |
| Serie B de Ecuador | Delfín S. C.  | 2015 |
| Serie B de Ecuador | Cumbayá F. C. | 2021 |